# Africa Hall
L’Africa Hall, situé à Addis-Abeba en Éthiopie, est le siège de la Commission économique pour l'Afrique. Il fut construit en 1961 et est un des symboles de l’indépendance africaine et de la volonté de progrès commun du continent. Il est construit par Arturo Mezzedimi.
C'est également dans ce bâtiment que se trouve l'œuvre la plus célèbre d'Afewerk Tekle, Libération totale de l'Afrique, un triptyque de vitraux de 150 m². L'œuvre représente des images symbolisant les nations africaines s'unissant pour lutter contre la pauvreté et la maladie,.